# Tipula trivittata
Tipula trivittata är en tvåvingeart. Tipula trivittata ingår i släktet Tipula och familjen storharkrankar.

## Underarter
Arten delas in i följande underarter:
- T. t. trivittata
- T. t. laetifica